# Éva Novák-Gerard
Éva Novák-Gerard (n. 8 ianuarie 1930, Budapesta, Regatul Ungariei – d. 30 iunie 2005, région métropolitaine de Bruxelles, Valonia, Belgia) a fost o înotătoare maghiară (1930-2005), medaliată olimpică. A participat la 2 ediții ale Jocurilor Olimpice (1948, 1952) în care a câștigat o medalie de aur și o medalie de bronz.